# Overloaded: The Singles Collection
Overloaded is een verzamelalbum met singles, remixen, livenummers en videoclips van de Sugababes, dat eind 2006 uitkwam. Hoewel het gerucht ging dat de zanglijnen van de ex-Sugababes Mutya Buena en Siobhán Donaghy opnieuw zouden worden ingezongen door hun opvolgers Heidi Range and Amelle Berrabah, zijn de opgenomen versies allemaal de originele albumversies.
Het album werd voorafgegaan door de single Easy, die uitkwam in november 2006. Ondanks de titel "The Singles Collection", bevat het album niet alle 18 singles, die de groep bij het uitbrengen van deze collectie uitbracht.

## Tracklist

### Van de cd
| #   | Title | Time |
| --- | --- | ---- |
| 1.  | "Freak like Me" van Angels with Dirty Faces, 2002 geschreven door: E. Hanes, M. Valentine, L. Hill, W. Collins, G. Numan Producer: Richard X | 3:15 |
| 2.  | "Round Round" van Angels with Dirty Faces, 2002 geschreven door: B. Higgins, M. Cooper, L. Cowling, T. Powell, N. Coler, K. Buchanan, M. Buena, H. Range, F. Pfueger, F. Stecher, R. Hofmann, R. Spadverchiand Producers: Brian Higgins, Tim Powell | 3:57 |
| 3.  | "Red Dress" van Taller in More Ways, 2006 (with Berrabah vocal) geschreven door: K. Buchanan, M. Buena, H. Range, B. Higgins, M. Cooper, T. Powell, N. Coler, S. Lee, L. Cowling, B. Bradley Producers: Brian Higgins, Xenomania                    | 3:38 |
| 4.  | "In the Middle" van Three, 2003 geschreven door: M. Cooper, B. Higgins, N. Scarlett, S. Lee, L. Cowling, A. Tegler, P. Fuldner, M. Bellina, K. Buchanan, M. Buena, H. Range Producers: Brian Higgins, Xenomania, Jeremy Wheatley                    | 3:59 |
| 5.  | "Stronger" van Angels with Dirty Faces, 2002 geschreven door: M. Buena, K. Buchanan, H. Range, M. De Vries, F. Howard, J. Lipsey Producer: Jony Rockstar                                                                                            | 4:03 |
| 6.  | "Shape" van Angels with Dirty Faces, 2002 geschreven door: Sting, D. Miller, C. Dodds, K. Dodds Producer: Craigie | 4:12 |
| 7.  | "Overload" van One Touch, 2000 (With Donaghy Vocal) geschreven door: J. Lipsey, C. McVey, P. Simm, S. Donaghy, M. Buena, K. Buchanan Producers: Cameron McVey, Jony Rockstar, Paul Simm                                                             | 4:37 |
| 8.  | "Good to Be Gone", 2006 geschreven door: J. Pebworth, G. Astasio, K. Buchanan, H. Range, A. Berrabah Producers: Brio Taliaferro, Jason Pebworth, George Astasio                                                                                     | 3:27 |
| 9.  | "Caught in a Moment" van Three, 2003 geschreven door: M. De Vries, J. Lipsey, K. Poole, K. Buchanan, M. Buena, H. Range Producer: Jony Rockstar | 4:26 |
| 10. | "Ugly" van Taller in More Ways, 2005 (with Buena vocal) Writer: D. Austin Producer: Dallas Austin | 3:51 |
| 11. | "Easy", 2006 geschreven door: J. Pebworth, G. Astasio, K. Buchanan, H. Range, A. Berrabah Producers: Brio Taliaferro, Jason Pebworth, George Astasio                                                                                                | 3:39 |
| 12. | "Too Lost in You" van Three, 2003 Writer: Diane Warren Producers: Rob Dougan, Andy Bradfield | 4:00 |
| 13. | "Run for Cover" [UK Bonus Track] van One Touch, 2000 geschreven door: J. Lipsey, C. McVey, P. Simm, S. Donaghy, M. Buena, K. Buchanan Producers: Cameron McVey, Jony Rockstar, Paul Simm                                                            | 3:47 |
| 14. | "Hole in the Head" van Three, 2003 geschreven door: B. Higgins, M. Cooper, T. Powell, N. Coler, N. Scarlett, K. Buchanan, M. Buena, H. Range Producers: Brian Higgins, Xenomania, Jeremy Wheatley                                                   | 3:39 |
| 15. | "Push The Button" van Taller in More Ways, 2005 (met Buena vocal) geschreven door: D. Austin, K. Buchanan, M. Buena, H. Range Producer: Dallas Austin                                                                                               | 3:38 |

### Van de dvd
| #   | Title                                                  | Time |
| --- | ------------------------------------------------------ | ---- |
| 1.  | "Freak like Me" Video Director: Sophie Muller          | 3:46 |
| 2.  | "Round Round" Video Director: Phil Griffin             | 3:57 |
| 3.  | "Red Dress" Video Director: Tim Royes                  | 3:36 |
| 4.  | "In the Middle" Video Director: Matthew Rolston        | 3:41 |
| 5.  | "Stronger" Video Director: Alison Murray               | 4:00 |
| 6.  | "Shape" Video Director: Michael Gracey                 | 3:15 |
| 7.  | "Overload" Video Director: Phil Poynter                | 4:18 |
| 8.  | "Caught in a Moment" Video Director: Howard Greenhalgh | 3:49 |
| 9.  | "Ugly" Video Director: Toby Tremlett                   | 3:35 |
| 10. | "Easy" Video Director: Tim Royes                       | 3:36 |
| 11. | "Too Lost in You" Video Director: Andy Morahan         | 3:58 |
| 12. | "Run for Cover" Video Director: Jamie Morgan           | 3:47 |
| 13. | "Hole in the Head" Video Director: Matthew Rolston     | 3:38 |
| 14. | "Push the Button" Video Director: Matthew Rolston      | 3:37 |

### Overloaded: The Remix Collection
| #   | Title                                         | Time |
| --- | --------------------------------------------- | ---- |
| 1.  | "Freak like Me" [Different Gear Mix]          | 8:13 |
| 2.  | "Round Round" [M.A.N.D.Y. Radio Mix]          | 3:56 |
| 3.  | "Red Dress" [Dennis Christopher Vocal Mix]    | 7:16 |
| 4.  | "In the Middle" [Gravitas 3am Vocal Mix]      | 8:56 |
| 5.  | "Stronger" [Almighty Club Mix]                | 8:00 |
| 6.  | "Shape" [D-Bop's Vocal Breakdown Mix]         | 7:38 |
| 7.  | "Overload" [Nick Faber Mix]                   | 6:50 |
| 8.  | "Caught in a Moment" [D-Bop Remix]            | 5:30 |
| 9.  | "Ugly" [Suga Shaker Vocal Mix]                | 5:44 |
| 10. | "Easy" [Seamus Haji & Paul Emanuel Remix]     | 7:31 |
| 11. | "Too Lost in You" [Kujay DaDa's Shaker Remix] | 6:41 |
| 12. | "Run for Cover" [G4orce All Things Nice Dub]  | 4:29 |
| 13. | "Hole in the Head" [Full Intention Vocal Mix] | 7:13 |
| 14. | "Push the Button" [DJ Prom Remix]             | 8:13 |

### Deluxe Edition/Overloaded: The Live Collection
| #   | Title                                 | Time |
| --- | ------------------------------------- | ---- |
| 1.  | "Freak like Me" [Maida Vale Session]  | 3:51 |
| 2.  | "Round Round" [Sessions at AOL]       | 4:55 |
| 3.  | "Red Dress" [live at V Festival 2006] | 3:49 |
| 4.  | "In the Middle" [Sessions at AOL]     | 4:17 |
| 5.  | "Stronger" [Sessions at AOL]          | 4:22 |
| 6.  | "Shape" [Live Version]                | 4:15 |
| 7.  | "Overload" [Maida Vale Session]       | 4:28 |
| 8.  | "Caught in a Moment" [Live at London] | 4:40 |
| 9.  | "Ugly" [acoustic version]             | 3:49 |
| 10. | "Too Lost in You" [Sessions at AOL]   | 4:19 |
| 11. | "Hole in the Head" [Sessions at AOL]  | 3:33 |
| 12. | "Push the Button" [Live at London]    | 3:42 |